# Xiaoxiantan-Brennofen
Der Xiaoxiantan-Brennofen (chinesisch 小仙坛窑, Pinyin Xiǎoxiāntán yáo, W.-G. Hsiao-hsien-t'an yao, englisch Xiaoxiantan Kiln) ist ein in der Stadt Shangyu der chinesischen Provinz Zhejiang entdeckter Porzellanbrennofen aus der Zeit der Östlichen Han-Dynastie.
Die Stätte des Xiaoxiantan-Brennofens steht seit 2006 auf der Liste der Denkmäler der Volksrepublik China (6-90).